# Lista odcinków serialu Bracia i siostry
Poniżej znajduje się lista odcinków serialu telewizyjnego Bracia i siostry ("Brothers & Sisters") – emitowanego przez amerykańską stację telewizyjną ABC od 24 września 2006 r. W Polsce emitowany od 20 września 2007 przez stację Fox Life.

## Sezon 1 (2006-2007)
| 1 | Patriarchy                   | Patriarchat               | Ken Olin             | Jon Robin Baitz                                | 24 września 2006     | 20 września 2007     |
| Kitty Walker, pomimo iż nigdy nie żyła w dobrych stosunkach ze swoją matką, po trzech latach rozłąki powraca do Kalifornii, na skutek propozycji poprowadzenia programu telewizyjnego. W tym samym czasie głowa rodziny William Walker zatrudnia w swojej firmie Sarah, która już na początku odkrywa niezgodności w księgach liczone w milionach. W dramatycznym finale odcinka, William umiera na atak serca. |                              |                           |                      |                                                |                      |                      |
| 2 | An Act of Will               | Testament                 | Matt Shakman         | Jon Robin Baitz, Marti Noxon                   | 1 października 2006  | 20 września 2007     |
| Po śmierci Williama, jego testament wprowadza sporo zamieszania do domu Walkerów. Thomas, który długo zajmował stanowisko kierownicze w firmie ojca, odstępuje je teraz siostrze Sarze. Justin nie jest zadowolony z ostatniej woli ojca, ponieważ przyznał mu tylko comiesięczną, skromną pensję. Zawiedziony Justin pocieszenia szuka w narkotykach.                                                          |                              |                           |                      |                                                |                      |                      |
| 3 | Affairs of State             | Sprawy najwyższej wagi    | Tucker Gates         | Jon Robin Baitz, Emily Whitesell, Craig Wright | 8 października 2006  | 27 września 2007     |
| Nora dowiaduje się, że jej mąż posiadał drugi dom. W trakcie jego oglądania poznaje lokatorkę Holly i zaprasza ją na rodzinną imprezę. Na miejscu okazuje się, że Holly była kochanką Williama. |                              |                           |                      |                                                |                      |                      |
| 4 | Family Portrait              | Portret rodzinny          | Ken Olin             | Jon Robin Baitz, Craig Wright                  | 15 października 2006 | 27 września 2007     |
| Sarah i Joe stają przed wielkim wyzwaniem, kiedy dowiadują się, że z ich córką dzieje się coś złego. Kitty jest rozdarta między dwoma mężczyznami. Justin rozpoczyna nową pracę. Kevin staje się zazdrosny, widząc Scotty'ego z innym mężczyzną. Nora podejrzewa, że Saul podkochuje się w Holly. |                              |                           |                      |                                                |                      |                      |
| 5 | Date Night                   | Noc randek                | Allison Liddi-Brown  | David Marshall Grant, Molly Newman             | 22 października 2006 | 4 października 2007  |
| By otrząsnąć się po śmierci męża, Nora umawia się z Davidem Mortonem. Sytuacja jednak się komplikuje, gdy wpadają na Saula i Holly. Kitty postanawia iść na podwójną randkę z Jonathanem, Warrenem i stażystką Amber. Kevin spotyka się ze Scotty'm. Sarah z trudem radzi sobie z tym, że będzie musiała robić zastrzyki chorej na cukrzycę Paige, ale Justin pomaga jej rozwiać obawy.                         |                              |                           |                      |                                                |                      |                      |
| 6 | For the Children             | Perfekcyjna rodzina       | Frederick E. O. Toye | Jon Robin Baitz, Jessica Mecklenburg           | 29 października 2006 | 4 października 2007  |
| Walkerowie, jak co roku, mają uczestniczyć w balu dobroczynnym na rzecz szpitali dziecięcych. Sarah i jej rodzina odmawiają jednak uczestnictwa, ponieważ sytuacja finansowa ich firmy nie zezwala na zapłacenie 25 000 dolarów od stolika. Nora, która nie ma pojęcia o możliwym bankructwie firmy, namawia rodzinę do uczestnictwa. W trakcie balu problemy prywatne i finansowe rodziny wychodzą na jaw.     |                              |                           |                      |                                                |                      |                      |
| 7 | Northern Exposure            | Rodzinne ranczo           | Lawrence Trilling    | David Marshall Grant, Molly Newman             | 5 listopada 2006     | 11 października 2007 |
| Weekend. Warren i Kitty wybierają się na piknik. Julia i Tommy podejmują bardzo ważną decyzję w sprawie dziecka. |                              |                           |                      |                                                |                      |                      |
| 8 | Mistakes Were Made, Part 1   | Popełnione błędy cz. 1    | Michael Lange        | Jon Robin Baitz, Craig Wright                  | 12 listopada 2006    | 11 października 2007 |
| Justin zostaje poinformowany listem, że musi stawić się do wojska za dwa tygodnie. Przerażony perspektywą wracania do wojska i narażania życia w Iraku, zażywa narkotyki i zastanawia się nad kupnem podrabianego paszportu, aby uciec do Meksyku. Scotty rozchodzi się z Kevinem po tym jak zaproponował mu kupno jego czasu. Po rozmowie obracającej się wokół pieniędzy Scotty ma poczucie niższości.        |                              |                           |                      |                                                |                      |                      |
| 9 | Mistakes Were Made, Part 2   | Popełnione błędy cz. 2    | Ken Olin             | Marc Guggenheim, Greg Berlanti                 | 19 listopada 2006    | 18 października 2007 |
| Kitty prowadzi wywiad z senatorem, wokół którego rozpętał się skandal dotyczący jego niedawnego rozwodu. Po tym jak senator pyta, co może zrobić, aby uniknąć pytań o jego osobiste życie, Kitty próbuje przekupić go, aby zrobił coś, by Justin nie musiał wracać do wojska. Gdy członkowie rodziny dostają się do konta ojca, Sarah i Kevin odkrywają, że ich ojciec posiadał ziemię w Nevadzie.              |                              |                           |                      |                                                |                      |                      |
| 10 | Light the Lights             | Świąteczne rozterki       | Frederick E. O. Toye | Peter Calloway, Cliff Olin                     | 10 grudnia 2006      | 18 października 2007 |
| Kitty dostaje ofertę samodzielnej pracy w telewizji. Kevin i Justin wybierają się do wojska, by poinformować służby, że kontakt podpisany z nimi przez Justina, został anulowany. Rodzina Paige obchodzi jednocześnie Boże Narodzenie i Chanukę. |                              |                           |                      |                                                |                      |                      |
| 11 | Family Day                   | Rodzinny dzień            | David Petrarca       | David Marshall Grant, Molly Newman             | 7 stycznia 2007      | 25 października 2007 |
| Sarah wdaje się w bójkę z Joem, kiedy ten decyduje się zignorować problem Gabe'a z alkoholem. Nora zamierza zatrudnić się w Ojai Foods, lecz zauważa, że Holly też tam pracuje. |                              |                           |                      |                                                |                      |                      |
| 12 | Sexual Politics              | Polityka i seks           | Sandy Smolan         | Monica Breen, Alison Schapker                  | 14 stycznia 2007     | 25 października 2007 |
| Kevin angażuje się w związek z aktorem opery mydlanej, który jest zagubiony w relacjach damsko-męskich. Julia, która jest w ciąży, ma problemy z napięciem seksualnym. |                              |                           |                      |                                                |                      |                      |
| 13 | Something Ida this Way Comes | Niepożądana wizyta        | Michael Lange        | David Marshall Grant, Sherri Cooper-Landsman   | 21 stycznia 2007     | 1 listopada 2008     |
| Rodzeństwo planuje przyjęcie-niespodziankę z okazji sześćdziesiątych urodzin Nory. Saul i matka Nory, Ida, psują zabawę. |                              |                           |                      |                                                |                      |                      |
| 14 | Valentine's Day Massacre     | Walentynkowa porażka      | Michael Schultz      | Peter Calloway, Cliff Olin                     | 11 lutego 2007       | 1 listopada 2008     |
| W Walentynki schodzą się pary: Kevin i Scotty oraz Justin i Tyler, a Kitty w końcu wpada w oko senatorowi McCallisterowi. Tego wieczoru Nora wychodzi z domu ze swoją najlepszą przyjaciółką i obie kończą aresztowane za palenie marihuany. |                              |                           |                      |                                                |                      |                      |
| 15 | Life is Difficult            | Trudy miłości             | Michael Lange        | Jon Robin Baitz, Molly Newman                  | 18 lutego 2007       | 8 listopada 2007     |
| Tommy poznaje córkę Holly, Rebeckę. Kevin dowiaduje się, że Chad zerwał z Michelle, i że ma doświadczenie w romansowaniu z przedstawicielami obydwu płci. Nora zaczyna zajmować się pisarstwem. |                              |                           |                      |                                                |                      |                      |
| 16 | The Other Walker             | Nowy członek rodziny      | Gloria Muzio         | Monica Breen, Alison Schapker                  | 4 marca 2007         | 8 listopada 2007     |
| Saul wyjaśnia Norze, że Rebecca jest córką Williama i Holly. Dodaje też, że uzgodnił z Kevinem, Sarah i Tommym, że niczego jej nie powie. W efekcie Nora wścieka się na Sarah, a Kevin na Saula. Tyler i Justin decydują się ze sobą zerwać. |                              |                           |                      |                                                |                      |                      |
| 17 | All in the Family            | Wszystko w rodzinie       | David Paymer         | Sherri Cooper-Landsman, David Marshall Grant   | 1 kwietnia 2007      | 15 listopada 2007    |
| Nora zaprasza Holly i córkę Williama, Rebeckę, na uroczysty obiad, by powitać nowego członka rodziny. Niestety, kończy się jedynie na uprzejmości Nory: Kitty nie zjawia się na obiedzie, a Kevin stara się zdobyć kosmyk włosów Rebecki, by po badaniach DNA przekonać się, czy jest ona rzeczywistą córką Williama. Kitty, poznaje dzieci Roberta, a Kevin Donalda – menedżera Chada.                         |                              |                           |                      |                                                |                      |                      |
| 18 | Three Parties                | Przyjęcia z niespodzianką | Sandy Smolan         | Jon Robin Baitz, Marc Guggenheim               | 8 kwietnia 2007      | 15 listopada 2007    |
| Chad decyduje się na coming out, co w efekcie negatywnie wpływa na jego relacje z Kevinem. |                              |                           |                      |                                                |                      |                      |
| 19 | Game Night                   | Wieczór gier              | Matt Shakman         | Peter Calloway, Cliff Olin, Molly Newman       | 15 kwietnia 2007     | 22 listopada 2007    |
| Nora i Kitty aranżują grę, w której udział biorą one i inna rodzina, z którą Walkerowie utrzymują kontakt od najmłodszych lat rodzeństwa. Niewinna zabawa rujnuje spokojnie zapowiadający się wieczór i doprowadza do spięć pomiędzy jej uczestnikami. |                              |                           |                      |                                                |                      |                      |
| 20 | Bad News                     | Złe wiadomości            | Jason Moore          | Monica Breen, Alison Schapker                  | 29 kwietnia 2007     | 22 listopada 2007    |
| Holly dowiaduje się o nieszczęśliwym małżeństwie Sarah. |                              |                           |                      |                                                |                      |                      |
| 21 | Grapes of Wrath              | Owoce gniewu              | Michael Morris       | Sherri Cooper-Landsman, David Marshall Grant   | 6 maja 2007          | 29 listopada 2007    |
| Tommy i Holly organizują imprezę dla przyjaciół i rodziny z okazji otwarcia swojej winnicy. Podczas przyjęcia Julię zaczynają łapać skurcze porodowe. |                              |                           |                      |                                                |                      |                      |
| 22 | Favorite Son                 | Odwaga wyboru             | Gloria Muzio         | Benjamin Kruger, Daniel Silk                   | 13 maja 2007         | 29 listopada 2007    |
| Julia rodzi bliźniaki. Kevin niechętnie pomaga Kitty w rozwiązaniu problemu szantażysty, który grozi wyciekiem informacji o senatorze McCallisterze do prasy. Sarah i Joe powiadamiają swoje dzieci o wyprowadzce Joego. Kitty i McCallister zaręczają się. |                              |                           |                      |                                                |                      |                      |
| 23 | Matriarchy                   | Matriarchat               | Ken Olin             | Greg Berlanti, Jon Robin Baitz                 | 20 maja 2007         | 6 grudnia 2007       |
| Nora szykuje przyjęcie zaręczynowe Kitty. Justin planuje indywidualne pożegnanie z każdym z bliskich. Po imprezie brat Roberta, Jason, całuje Kevina. Późnym wieczorem Justin jedzie na wojnę na Bliskim Wschodzie. |                              |                           |                      |                                                |                      |                      |

## Sezon 2 (2007-2008)
| 1 | Home Front                | Domowy front        | Ken Olin         | Monica Owusu-Breen, Alison Schapker                | 30 września 2007     | 21 lutego 2008   |
| Rok po pozbyciu się ich patriarchy i trzy tygodnie od czasu dostania wiadomości od Justina z Bliskiego Wschodu, rodzina Walkerów starała się dodać otuchy Kitty na jej urodzinach. Sarah walczy by wyprowadzić na prostą jej pogarszające się małżeństwo. Kevin uczy się trudnej drogi o poświęceniach, które powoduje prawdziwa miłość. Najnowszy członek rodu, Rebecca, próbuje rozpaczliwie odnaleźć się w rodzinie. |                           |                     |                  |                                                    |                      |                  |
| 2 | An American Family        | Amerykańska rodzina | Gloria Muzio     | David Marshall Grant, Molly Newman                 | 7 października 2007  | 28 lutego 2008   |
| Kiedy Kevin, Kitty i Nora wyruszyli w drogę pick up’em po Justina do szpitala, Kitty rozważa i omawia polityczne wydania o swoim przyszłościowym mężu. Sarah dowiaduje się od Joego, że związał się z byłą żoną i chce rozwodu. Tommy zatrudnia nową kierowniczkę Amber, przyjaciółkę Rebeki. Po powrocie Justina do domu wszyscy troszcząc się o niego wywołuje bunt temu wszystkiemu.                                 |                           |                     |                  |                                                    |                      |                  |
| 2 | History Repeating         | Powtórka z historii | Matt Shakman     | Jon Robin Baitz, Jennifer Cecil                    | 14 października 2007 | 6 marca 2008     |
| Nora i Rebecca przygotowują plan pomocy Justinowi w znoszeniu bólu. W międzyczasie, Kevin i Scotty Wandell urządzają improwizowany obiad, a Kitty staje twarzą w twarz z byłą żoną Roberta. Rebecca martwi się o Justina. Małżeństwo Tommy'ego przeżywa kryzys ponieważ Julia cierpi na depresję. Kevin spotyka starą miłość, a Kitty nie chce dopuścić do skandalu.                                                    |                           |                     |                  |                                                    |                      |                  |
| 4 | States Of Union           | Fazy związku        | Michael Schultz  | Sherri Cooper-Landsman, Liz Tigelaar               | 21 października 2007 | 13 marca 2008    |
| Nora zabiera swoje córki do salonu kosmetycznego. Kitty i Sarah próbują uciec szybko z uzdrowiska. Przez ten czas, Tommy przekracza niebezpieczną linię w poszukiwaniu towarzystwa. Dzięki towarzystwie Rebeki Justin w bardzo szybkim tempie wraca do zdrowia. Kevin obciąża Saula do przyznania się do jego przeszłości.                                                                                              |                           |                     |                  |                                                    |                      |                  |
| 5 | Domestic Issues           | Ważne kwestie       | Ken Olin         | Peter Calloway, Cliff Olin                         | 28 października 2007 | 20 marca 2008    |
| Sarah staje przed najtrudniejszą przeszkodą swojego życia kiedy Joe będzie próbował odebrać jej dzieci. Przez ten czas, Kitty upuszcza sensacyjną wigilię Wszystkich Świętych, która zmieni przyszłość rodziny Walkerów. Sarah zostaje wplątana w trudną bitwę z Joe, która dotyczy opieki nad ich dziećmi. W Halloween Kitty ogłasza, że cała rodzina Walkerów poniesie konsekwencje.                                  |                           |                     |                  |                                                    |                      |                  |
| 6 | Two Places                | Dwa miejsca         | Gloria Muzio     | Monica Owusu-Breen, Alison Schapker                | 4 listopada 2007     | 27 marca 2008    |
| 7 | 36 Hours                  | 36 godzin           | David Paymer     | Molly Newman, David Marshall Grant                 | 11 listopada 2007    | 3 kwietnia 2008  |
| 8 | Something New             | Coś nowego          | Michael Morris   | Jennifer Cecil, Sherri Cooper-Landsman             | 25 listopada 2007    | 10 kwietnia 2008 |
| 9 | Holy Matrimony            | Święty związek      | Robert Lieberman | Mark B. Perry, Monica Owusu-Breen, Alison Schapker | 2 grudnia 2007       | 17 kwietnia 2008 |
| 10 | The Feast Of The Epiphany | Ciężar prawdy       | Laura Innes      | David Marshall Grant, Jason Wilborn                | 13 stycznia 2008     | 24 kwietnia 2008 |
| 11 | The Missionary Imposition | Komplikacje         | Michael Morris   | Daniel Silk, Brian Studler                         | 10 lutego 2008       | 1 stycznia 2008  |
| 12 | Compromises               | Kompromisy          | David Paymer     | Cliff Olin, Peter Calloway                         | 17 lutego 2008       | 8 maja 2008      |
| 13 | Separation Anxiety        | Obawa przed rozłąką | Gloria Muzio     | David Marshall Grant, Molly Newman                 | 20 kwietnia 2008     | 24 czerwca 2008  |
| 14 | Double Negative           | Podwójnie negatywny | Michael Schultz  | Josh Reims, Liz Tigelaar                           | 27 kwietnia 2008     | 30 czerwca 2008  |
| 15 | Moral Hazard              | Ryzyko moralne      | Michael Morris   | Sherri Cooper-Landsman, Jason Wilborn              | 3 maja 2008          | 7 sierpnia 2008  |
| 16 | Prior Commitments         | Ważne zobowiązania  | Ken Olin         | Greg Berlanti, Monica Owusu-Breen, Alison Schapker | 11 maja 2008         | 7 sierpnia 2008  |

## Sezon 3. (2008-2009)
| #  | # w serii | Tytuł odcinka                                           | Data premiery w USA | Data premiery w Polsce (Fox Life) | Opis |
| -- | --------- | ------------------------------------------------------- | ------------------- | --------------------------------- | --- |
| 1  | 3.01      | Glass Houses (Szklane domy)                             | 28.09.2008          | 19.02.2009                        | Rebecca i Justin nie potrafią ukryć uczucia, które do siebie żywią. Walkerowie postanawiają wyjść naprzeciw bratu, Ryanowi. Kitty i Robert proszą rodzinę o pomoc w adopcji dziecka. Kevin i Scotty rozpoczynają wspólne życie. Wkrótce okazuje się, że kariera Kevina jest poważnie zagrożona za sprawą jednego z krewnych.             |
| 2  | 3.02      | Book Burning (Sekretna książka)                         | 05.10.2008          | 26.02.2009                        | Kitty decyduje się opublikować książkę ujawniającą rodzinne sekrety. Chce napisać o Robercie i jego zakończonym porażką kandydowaniu na prezydenta oraz o procesach sądowych i problemach Walkerów. Zaangażowanie Justina w związek z Rebeką słabnie.                                                                                    |
| 3  | 3.03      | Tug Of War (Przeciąganie liny)                          | 12.10.2008          | 05.03.2009                        | Holly za bardzo wykorzystuje swoją władzę w Ojai Foods, doprowadzając Saula i Sarah do kresu wytrzymałości. Tymczasem Kevin po raz pierwszy spotyka się w miejscu pracy z homofobią. |
| 4  | 3.04      | Everything Must Go (Kapsuła wspomnień)                  | 19.10.2008          | 12.03.2009                        | Nora przygotowuje się do nowego przedsięwzięcia charytatywnego poprzez pozbycie się wszystkich rzeczy Williama. Robert przeprowadza wywiad wśród kandydatów na stanowisko Kitty. Holly rozpoczyna dochodzenie w sprawie miejsca pobytu zaginionego syna Williama.                                                                        |
| 5  | 3.05      | You Get What You Need (Wielki skok)                     | 26.10.2008          | 19.03.2009                        | Zaufanie Rebeki do matki zostaje poddane próbie, gdy akta Ryana Lafferty'ego okazują się być w posiadaniu Holly. Tymczasem Kevin ma nieprzyjemny wypad z konserwatywnymi i wyrażającymi swą dezaprobatę rodzicami Scotty'ego. |
| 6  | 3.06      | Bakersfield (Bakersfield)                               | 02.11.2008          | 26.03.2009                        | Nora kontynuuje poszukiwania mające na celu dowiedzenie się czegoś więcej o synu Williama i wyprzedzenie Holly. |
| 7  | 3.07      | Do You Believe in Magic (Magia i prawda)                | 09.11.2008          | 02.04.2009                        | Kitty i Warren wyjeżdżają na weekend do letniego domku Walkerów. Jak się później okazuje nie tylko oni wpadli na ten pomysł. Tommy i Julia podejmują decyzje w sprawie dziecka. |
| 8  | 3.08      | Going Once...Going Twice (Dobre intencje)               | 16.11.2008          | 09.04.2009                        | Kevin z nawiązką rekompensuje sobie ostatnie obniżenie płacy i, chcąc sprawić przyjemność Scotty'emu, niweczy szanse Nory na jej wymarzony dom. Tymczasem Justin przygotowuje plan, by zorganizować randkę Saula z nieoczekiwanym kandydatem.                                                                                            |
| 9  | 3.09      | Unfinished Business (Niezamknięte kwestie)              | 30.11.2008          | 16.04.2009                        | Nora werbuje rodzinę do odbudowy brakujących funduszy na cele dobroczynne. Kitty i Robert robią ogromny krok naprzód w procesie adopcyjnym. Holly doprowadza Tommy'ego do ostateczności, gdy bez konsultacji z nim proponuje Rebece wysokie stanowisko w winnicy.                                                                        |
| 10 | 3.10      | Just A Slice (Dawca)                                    | 07.12.2008          | 23.04.2009                        | Walkerowie napotykają na konflikty w planowaniu dnia Dziękczynienia. Wygląda na to, że Nora i Sarah będą same obchodzić święto. Elizabeth ulega nagłemu wypadkowi, co łączy rodzinę. |
| 11 | 3.11      | A Father Dreams (Marzenia ojca)                         | 04.01.2009          | 23.04.2009                        | Choroba Elizabeth i poświęcenie jej wuja powodują konfrontację między Kevinem i Tommym, mogącą zniszczyć ich braterskie relacje. Justin ostatecznie postanawia opuścić swoją siedzibę. |
| 12 | 3.12      | Sibling Rivalry (Siostrzana rywalizacja)                | 11.01.2009          | 07.05.2009                        | Kitty zjawia się u Regisa i Kelly, by promować książkę. Podejrzewa, że Robert skrywa przed nią tajemnicę. Sarah ma poważne problemy finansowe. Tommy i Saul chcą usunąć Holly z rodzinnego interesu. |
| 13 | 3.13      | It's Not Easy Being Green (Zielone światło)             | 18.01.2009          | 14.05.2009                        | Gdy Greenotopia otrzymuje zgodę na działanie, partner biznesowy Sary przekazuje zdumiewającą wiadomość. Nora roznieca na nowo uczucia w swoim romansie. |
| 14 | 3.14      | Owning It (Niespodzianka dla Kitty)                     | 08.02.2009          | 21.04.2009                        | Rebecca zwraca się o pomoc do swojego ojca w związku z szokującym odkryciem na temat przeszłości Walkerów. Jej lojalność zostaje poddana próbie, gdy odkrywa plan Tommmy’ego mający na celu wykluczenie jej matki z rodzinnego biznesu. Nora zostaje zaskoczona telefonem od ważnej osoby z przeszłości Williama.                        |
| 15 | 3.15      | Lost and Found (Zagubione i znalezione)                 | 15.02.2009          | 28.05.2009                        | Kitty dowiaduje się, że ktoś zablokował jej wywiad z Times Magazine. Nora zaprasza Ryana do domu. Holly odkrywa, czym zajmował się Tommy i jakie miał związki z Ojai Foods. |
| 16 | 3.16      | Troubled Waters Part 1 (Wzburzone wody cz. 1)           | 01.03.2009          | 04.06.2009                        | Gdy Rebecca odkrywa, że ujawnienie pewnych informacji mogłoby zaszkodzić biznesowi Walkerów, a jeden z członków rodziny może za to trafić do więzienia, zwraca się o pomoc do ojca. |
| 17 | 3.17      | Troubled Waters Part 2 (/Wzburzone wody cz. 2)          | 01.03.2009          | 04.06.2009                        | Kontynuacja wątku z poprzedniego odcinka. Ujawnienie pewnych informacji mogłoby zrujnować biznes Walkerów, a jeden z członków rodziny może za to trafić do więzienia. |
| 18 | 3.18      | Taking Sides (Po przeciwnych stronach)                  | 08.03.2009          | 11.06.2009                        | Nawet w obliczu nadciągającego medycznego kryzysu i zdenerwowania związanego z narodzinami syna, Robert pozostaje niewzruszony w chęci zostania gubernatorem. Saul i Sarah robią, co mogą, aby ukryć przed Norą kłopoty Tommy'ego z prawem.                                                                                              |
| 19 | 3.19      | Spring Broken (Ucieczka od rzeczywistości)              | 15.03.2009          | 18.06.2009                        | Kevin i Justin zabierają Tommy'ego na krótkie wakacje do Meksyku, aby w spokoju przemyślał swoją sytuację i podjął decyzję odnośnie do przyszłości. Kitty i Evan odsuwają się od Nory, by ta mogła bliżej zapoznać się z przyrodnim bratem. Ryan zdradza Rebece swoją tajemnicę.                                                         |
| 20 | 3.20      | Missing (20/Zniknięcie)                                 | 22.03.2009          | 25.06.2009                        | Nora, zdecydowana porozumieć się z Tommym zanim jego sytuacja prawna się pogorszy, prosi o pomoc osobę, którą Tommy głęboko zranił. W międzyczasie Ryan Lafferty staje się nazbyt bliski Rebece. |
| 21 | 3.21      | S3X (/S3X)                                              | 19.04.2009          | 02.07.2009                        | Walkerowie nadal mają nadzieję, że Tommy wróci do domu. Holly zastanawia się nad obniżeniem opłat. Tymczasem Sarah dokonuje kolejnej ważnej zmiany w karierze. Kitty zastanawia się, czy jej małżeństwo przetrwa. Kevin i Scotty rozważają zaskakującą propozycję.                                                                       |
| 22 | 3.22      | Julia (Julia)                                           | 26.04.2009          | 09.07.2009                        | Czekając niecierpliwie na powrót Tommy'ego do domu, Julia podejmuje ważną życiową decyzję. Robert dowiaduje się, co Kitty ukrywała przed nim. Holly i Sarah dochodzą w końcu do porozumienia. |
| 23 | 3.23      | Let's Call the Whole Thing Off (Zaskakujące propozycje) | 03.05.2009          | 23.07.2009                        | Gdy małżeństwo Kitty i Roberta przeżywa kryzys, kobieta jest zmuszona do zastanowienia się nad nierozważnym postępowaniem swojego ojca. Musi też zdecydować, co jest w życiu najważniejsze. Tymczasem Ryan odkrywa pewne fakty dotyczące śmierci matki. Robi też krok w złym kierunku, rywalizując o uczucia Rebeki.                     |
| 24 | 3.24      | Mexico (Meksyk)                                         | 10.05.2009          | 23.07.2009                        | Gdy rodzina Walkerów dociera do Tommy'ego, jest zdruzgotana tym, że może on nie chcieć przyjąć ich pomocy. Robert i Kitty osiągają w swoim małżeństwie taki punkt, którego mogą nie być w stanie skutecznie przebrnąć. Justin robi plany na przyszłość, z Rebeką lub bez niej. Saul czyni szokujące wyznanie o matce Ryana Lafferty'ego. |

## Sezon 4. (2009-2010)
| #  | # w serii | Tytuł odcinka                                         | Data premiery w USA | Data premiery w Polsce (Fox Life) | Opis |
| -- | --------- | ----------------------------------------------------- | ------------------- | --------------------------------- | --- |
| 1  | 4.01      | The Road Ahead (Przyjęcie zaręczynowe)                | 27.09.2009          | 09.02.2010                        | Kitty skrywa tajemnicę, która może zrujnować rodzinę. Nora i Holly planują przyjęcie zaręczynowe dla Justina i Rebeki. Tommy jest w Meksyku. Sarah poszukuje nowych możliwości biznesowych we Francji. |
| 2  | 4.02      | 'Breaking the News"("Druzgocąca wiadomość)            | 04.10.2009          | 16.02.2010                        | Robert martwi się, że informacja o jego niedawnym zawale serca może przeciec do prasy. Kitty zmaga się z utrzymywaniem tajemnicy, która głęboko zaważy na jej małżeństwie i sprawi, że rodzina Walkerów sprzymierzy się jak nigdy dotąd. Kevin i Scotty rozważają wynajęcie zastępczej matki. |
| 3  | 4.03      | 'Almost Normal"("Trudne decyzje)                      | 11.10.2009          | 16.02.2010                        | Kitty, Robert i Nora mają trudności z zaakceptowaniem raka Kitty oraz z dojściem do porozumienia w kwestii najlepszej dla niej terapii. Gdy zastanawiają się jak przekazać wiadomość reszcie rodziny, pojawia się niezapowiedziany gość z daleka, dzięki któremu zniesienie tego ciężaru okaże się łatwiejsze. |
| 4  | 4.04      | 'From France With Love"("Francuski kochanek)          | 18.10.2009          | 23.02.2010                        | Sarah wróciła właśnie z Francji i stara się odwrócić uwagę Kitty podczas chemioterapii, dzieląc się z nią opowieściami o swoim namiętnym romansie z francuskim artystą. Justin zmaga się ze swoimi pierwszymi zajęciami z anatomii i szuka rady, jak przetrwać semestr, u swojego profesora. |
| 5  | 4.05      | 'Last Tango in Pasadena"("Ostatnie tango w Pasadenie) | 25.10.2009          | 23.02.2010                        | Cała rodzina Walkerów, z wyjątkiem Nory, jest oczarowana nowym kochankiem Sarah, Lukiem Laurentem, i jego lekcjami tanga. Wkrótce jednak Nora przekonuje się, że jej nowy francuski gość jest wielkim pocieszenie w tym trudnym czasie. Robert wyzwala w sobie najgłębsze pokłady romantyzmu, by odwrócić uwagę Kitty od raka. Kevin i Scotty przypadkowo trafiają na kandydatkę na zastępczą matkę.                                                        |
| 6  | 4.06      | Zen & the Art of Making Mole'"("/Zen i wyznanie)      | 01.11.2009          | 02.03.2010                        | Kitty, która nadal przechodzi chemioterapię, jest zachwycona niespodziewaną wizytą. Sarah ostatecznie zdaje sobie sprawę, że musi powiedzieć swoim dzieciom o Lucu. Dzięki pomocy Ryana i Rebeki, Holly znajduje sposób na swoje kłopoty finansowe. Kevin i Scott podejmują decyzję odnośnie do zastępczej matki. |
| 7  | 4.07      | The Wig Party"("Perukowa impreza                      | 08.11.2009          | 02.03.2010                        | Kitty jest zrozpaczona, gdy dowiaduje się jakie mogą być skutki chemioterapii. Nora zawiera nową, korzystną przyjaźń, a Scotty robi bilans po tym jak jego ojciec wyznaje mu szokujące informacje na temat swojego małżeństwa. |
| 8  | 4.08      | 'The Wine Festival"("Festiwal win)                    | 15.11.2009          | 09.03.2010                        | Gdy najnowsze wino Ojai trafia na lokalny festiwal, rodzina wstrzymuje oddech, żeby zobaczyć czy uda się uratować firmę. Justin i Rebeka ukrywają przed sobą tajemnice, które mogą odmienić ich życie. Nora potajemnie podkochuje się w młodszym od siebie mężczyźnie. Sarah i Luc odkrywają, że nie są tak zgrani jak im się wydawało. |
| 9  | 4.09      | ' Pregnant Pause"("Śmiertelna cisza)                  | 29.11.2009          | 09.03.2010                        | W miarę jak zbliża się data ślubu, postanowienie Justina o życiu w trzeźwości się załamuje. Sekrety, które oboje z Rebeką mają przed sobą, mogą doprowadzić do zerwania ich związku na dobre. Finansowy kryzys Holly coraz bardziej się pogłębia, a Sarah, starając się pozbierać po rozstaniu z Lukiem, martwi się i jest zazdrosna o nowy romans Nory. |
| 10 | 4.10      | ' Nearlyweds"("Zmiana planów)                         | 06.12.2009          | 16.03.2010                        | W typowy dla Walkerów sposób, weselne plany Justina i Rebeki biorą w łeb, gdy okazuje się, że Tommy podejmuje ryzyko mające na celu zapewnienie sobie obecności córki u jego boku. |
| 11 | 4.11      | 'A Bone to Pick"("Listy miłosne)                      | 03.01.2010          | 16.03.2010                        | Rak węzłów chłonnych Kitty osiąga punkt krytyczny i Walkerowie rozpaczliwie poszukują dawcy szpiku. Ich wysiłki mogą doprowadzić do nieprawdopodobnego źródła. |
| 12 | 4.12      | 'The Science Fair"("Sposób na naukę)                  | 10.01.2010          | 23.03.2010                        | Zainteresowanie Sarah wzbudza rozwiedziony ojciec w szkole Paige. Justin odkrywa klucz do swoich wyzwań w nauce, a Nora powraca na łono rodziny z szeroko otwartymi oczyma. |
| 13 | 4.13      | ' Run Baby Run'"("Surogatka)                          | 17.01.2010          | 23.03.2010                        | 'Po raz pierwszy od rozwodu Sarah poznaje kogoś, kto ją dobrze rozumie. Kevin i Scotty czekają na wynik ich pierwszej próby związanej z zastępczym rodzicielstwem. Kitty i Robert ponownie znajdują się w impasie dotyczącym polityki, gdy przyjaciółka Kitty – Buffy, wtrąca się w nie swoje sprawy. |
| 14 | 4.14      | ' The Pasadena Primary"("Polityczna decyzja)          | 31.01.2010          | 30.03.2010                        | 'Robert i Nora pracują jako kucharze w restauracji Scotty’ego, która walczy o klientów. Kitty poddaje rodzinnemu głosowaniu Walkerów pomysł, by ubiegać się o fotel senatora po Robercie. Sarah osiąga szczyt frustracji z powodu Roya, ale po tym jak mówi o tym głośno, zostaje szybko nagrodzona. |
| 15 | 4.15      | 'A Valued Family"("Szanowana rodzina)                 | 21.02.2010          | 30.03.2010                        | Rodzina Walkerów przeżywa raz piękne, a raz smutne chwile w dzień Walentynek. Sarah ponownie odkrywa miłość swojego życia. Kitty wkracza w świat polityki razem ze swoją rodziną i nowym managerem jej kampanii wyborczej. Justin i Rebecca przeżywają rozterki związane ze swoim, niebawem mającym przyjść na świat, dzieckiem. Holly podejmuje trudną decyzję dotyczącą swoich udziałów w Ojai.                                                           |
| 16 | 4.16      | 'Leap of Faith "("Skok wiary)                         | 28.02.2010          | 06.04.2010                        | Problemy Luca z wizą powodują olbrzymie kłopoty dla Sarah, która nie tylko zmaga się z uczuciami do niego, ale również martwi się, że może go stracić ponownie, tym razem przez inną kobietę. Rebecca walczy ze sobą i Justinem, by pozbierać się po ogromnej stracie. Kevin odkrywa, że odejście od Roberta nie jest proste. Holly wydaje się, że odnalazła ukrytą wartość Ojai Foods.                                                                     |
| 17 | 4.17      | 'Freeluc.com"("Freeluc.com)                           | 14.03.2010          | 13.04.2010                        | Popularność Kitty stwarza zamieszanie w życiu Luca i Sarah, ponieważ Lucowi grozi deportacja. Nora chowa swoją dumę do kieszeni i kontaktuje się z Tommym, żeby pomógł jej uratować firmę Walkerów, której zagraża wieloletni wróg Dennis York. |
| 18 | 4.18      | ' A Bone to Pick Part 1"("Raz za razem cz. 1)         | 11.04.2010          | 04.05.2010                        | Czyniąc wysiłki by dotrzeć do źródła tajemnicy, którą wróg Williama – Dennis York, szantażuje Walkerów, rodzina powraca do wspomnień, zarówno tych dobrych jak i przerażających z czasów Ojai Foods z roku 1986. |
| 19 | 4.19      | 'A Bone to Pick Part 2 "("Raz za razem cz. 2)         | 11.04.2010          | 11.05.2010                        | W miarę jak Walkerowie przypominają sobie młode lata w końcu odkrywają szokującą tajemnicę oraz wstydliwą próbę zatuszowania faktów, które doprowadziły do starcia z Yorkiem i zmuszeni są do poradzenia sobie z wyrzutami sumienia z powodu tragicznego wydarzenia. Nora i Holly wybierają się w nietypową podróż a'la Thelma i Louise, w poszukiwaniu odpowiedzi na temat ukrytej wartości Ojai, a Justin i Rebecca ostatecznie dochodzą do porozumienia. |
| 20 | 4.20      | 'If You Bake It, He Will Come "("Konfrontacja)        | 18.04.2010          | 19.05.2010                        | Nie mogąc się pozbierać na skutek odkrycia ukrytych sekretów Nory na temat jego dzieciństwa, Kevin odmawia uczestniczenia we własnym przyjęciu urodzinowym. Justin, Tommy i Kevin doprowadzają do konfrontacji z Dennisem Yorkiem. |
| 21 | 4.21      | Where There's Smoke...("Nie ma dymu bez ognia")       | 25.04.2010          |                                   | Więcej niż jedna z członkiń rodziny Walkerów podejrzewa, że jest w ciąży. Nora oferuje zaopiekowanie się swoją starzejącą się matką, gdy okazuje się, że cierpi na demencję. Luc otrzymuje podniecającą przesyłkę. |
| 22 | 4.22      | Love All(W poszukiwaniu stabilizacji)                 | 02.05.2010          |                                   | Walkerowie wydają się wszyscy przechodzić przez okres przystosowania się, kiedy Cooper działa przeciwko Sarze, gdy Luc zostaje członkiem rodziny. Justin ma problem ze znalezieniem tej samej pasji dla medycyny jaką miał służąc w Iraku. Kevin zmaga się z nowo odkrytym statusem człowieka bez pracy. |
| 23 | 4.23      | 'Love All"("Nowe możliwości)                          | 09.05.2010          |                                   | Walkerowie są zrozpaczeni, w miarę jak przygotowują się do zamknięcia drzwi Ojai Foods na dobre. Wy wyniku rodzinnej straty pojawiają się jednak nowe okoliczności i tajemne alianse. |
| 24 | 4.24      | On The Road Again"("Na rozdrożu)                      | 16.05.2010          |                                   | W miarę jak Walkerowie próbują poradzić sobie ze smutkiem i finansową ruiną, związaną z zamknięciem Ojai Foods, pojawia się promyk nadziei w postaci jednej z wielu sekretnych inwestycji Williama Walkera. Zdrowie Roberta i bezpieczeństwo jego rodziny zostają narażone na szwank, gdy ten zostaje zamieszany w wywrotowy interes. Justin i Rebecca rozważają próbną separację.                                                                          |